# پنساکولا بیچ (فلوریدا)
پنساکولا بیچ (به انگلیسی: Pensacola Beach) یک منطقهٔ مسکونی در ایالات متحده آمریکا است که در سانتا رزا آیلند، فلوریدا واقع شده‌است. پنساکولا بیچ ۲۹٫۹۴۳ کیلومتر مربع مساحت دارد.